# Артёмова, Алевтина Ивановна
Алевтина Ивановна Артёмова (девичья фамилия Жбанова; 1930—2010) — советская и российская педагог и общественный деятель.

## Биография
Родилась 8 ноября 1930 года в деревне Никулино Гусь-Хрустального района Владимирской области.
Окончив после Великой Отечественной войны школу, поступила во Владимирский учительский институт (позже — Владимирский государственный гуманитарный университет, ныне в составе Владимирского государственного университета). По окончании вуза работала в школе рабочей молодёжи, потом была завучем и директором семилетней школы № 3 и средней школы № 4. В 1957 году заочно окончила Ивановский педагогический институт (ныне Ивановский государственный университет). Уже в 1955 году стала заниматься общественной деятельностью, когда Артёмову избрали депутатом горсовета. После девяти лет работы директором школы Алевтину Ивановну в 1964 году её утвердили заведующей гороно Гусь-Хрустального, а в 1965 году избрали секретарем горкома КПСС по идеологии. В 1969 году она стала вторым, а в декабре 1970 года — первым секретарём горкома партии. В 1965 году по инициативе А. И. Артёмовой был открыт музей истории народного образования Владимирской области.
В 1973 году А. И. Артёмова была назначена заведующей отделом народного образования Владимирского облисполкома, в должности которой оставалась в течение тринадцати лет. Выйдя на заслуженный отдых, она Артёмова продолжила работать методистом в областном институте усовершенствования учителей. С 1991 года была заместителем, а затем — председателем областного Совета ветеранов войны, труда, Вооружённых cил и правоохранительных органов. На протяжении нескольких лет была членом президиума областного отделения Комитета защиты мира.
Умерла 27 февраля 2010 года во Владимире. Была похороненана Улыбышевском кладбище недалеко от деревни Высоково Судогодского района Владимирской области.

## Заслуги
- Была награждена двумя орденами Трудового Красного Знамени, орденом «Знак Почёта» и орденом Дружбы народов, а также медалями, в числе которых «За отвагу на пожаре».
- Удостоена званий «Заслуженный учитель школы РСФСР» (14.02.1963) и «Отличник просвещения СССР».[4]
- В 2003 году занесена в энциклопедию «Лучшие люди России».
- В 2005 году награждена орденом Серебряная звезда «Общественное признание».
- Почётный гражданин Владимирской области.

## Память
В 2011 году в память об Алевтине Артёмовой была учреждена премия её имени, которая вручалась за  успехи в патриотическом воспитании молодёжи. Размер премии составлял 11500 рублей. После попыток упразднить премию принято специальное постановление о возвращении премии в жизнь Владимирского района. Отмечается, что за то время, когда А. И. Артёмова «руководила региональной сферой образования, во Владимирской области построили 84 школы, 67 детских садов, Дворец пионеров и спортивную школу олимпийского резерва, а также открыли педагогическое училище».